# Polygala baetica
Polygala baetica es una planta de la familia de las poligaláceas.

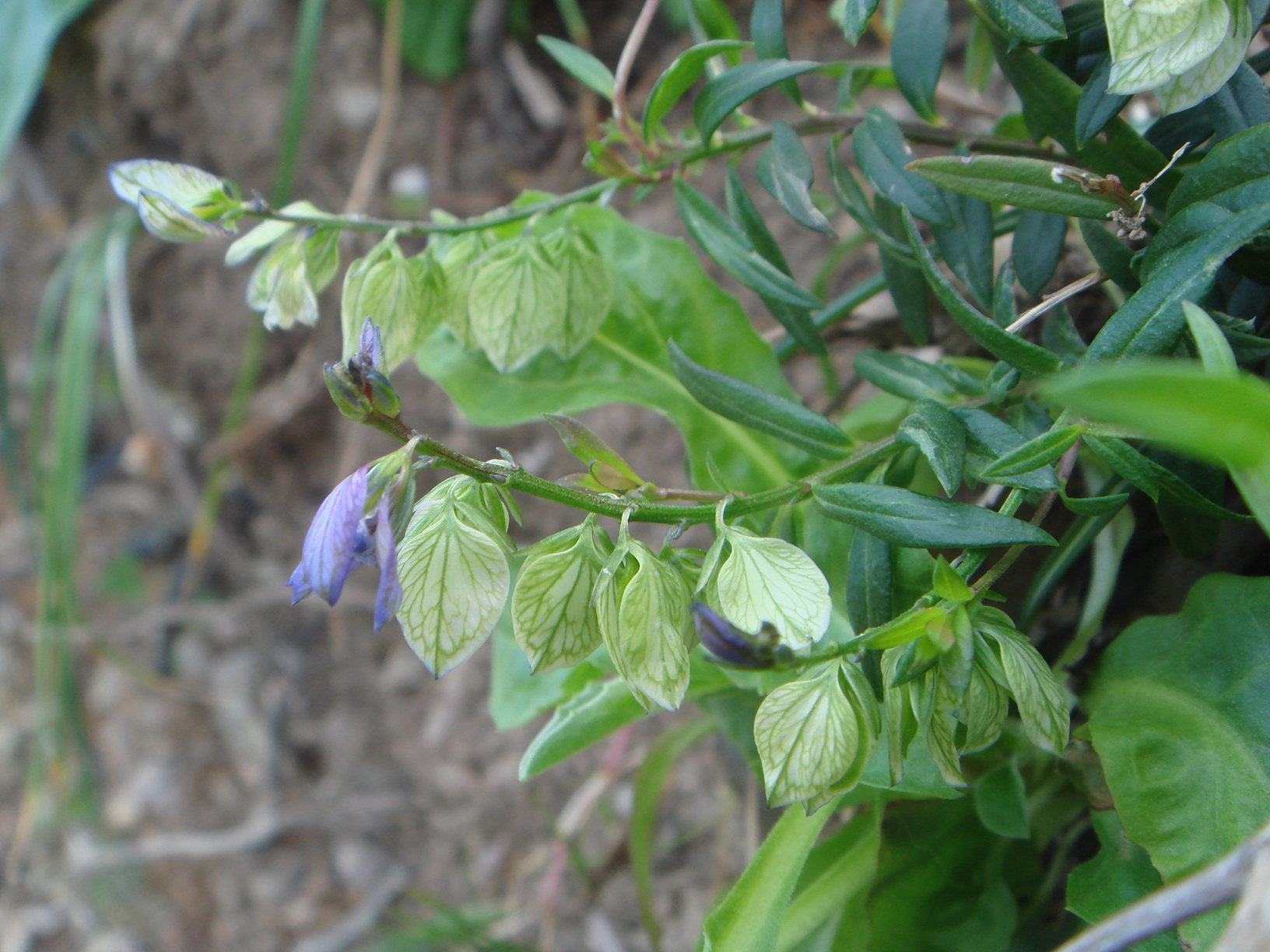
Vista de la planta

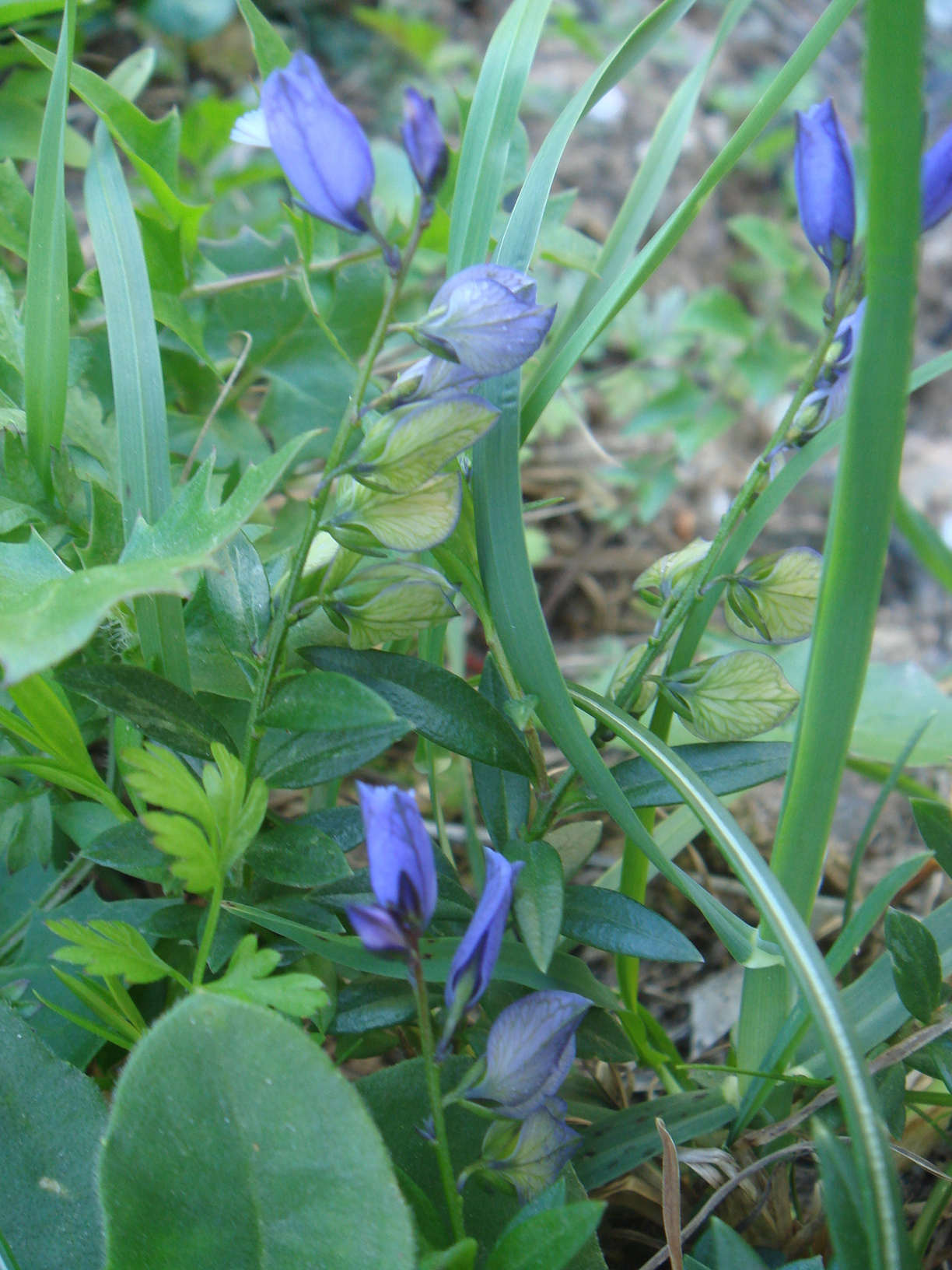
Vista de la planta

## Descripción
Planta con tallos de hasta 45 cm, ascendentes. Ramas verdes. Hojas alternas, lanceoladas, de 8 a 32 mm. Flores pediceladas en racimos terminales; cáliz con 5 sépalos, 2 de ellos grandes y parecidos a pétalos; corola violeta o amarillenta, de 7 a 10 mm, con los 3 pétalos soldados en su base para formar un tubo, el inferior con el ápice dividido en cortos dientes; 8 estambres con los filamentos parcialmente unidos entre ellos; pistilo con 2 estigmas. Fruto seco, tipo cápsula. Florece en invierno, primavera y verano.

## Distribución y hábitat
Es un endemismo bético-rifeño, en España y Marruecos. En lugares sombríos entre helechos o matorral de escobón blanco , carquesa y brezo blanco

## Taxonomía
Polygala baetica fue descrita por Willk. et Lange  y publicado en Prodromus Florae Hispanicae 3: 559. 1878.
Etimología
Polygala: nombre genérico que deriva del griego y significa
"mucha leche", ya que se pensaba que la planta servía para aumentar la producción de leche en el ganado.
baetica: epíteto geográfico que alude a su localización en la Bética.